# Fourchette verte
« Fourchette verte » est un label suisse de restauration créé en 1993.

## Le programme et la fondation
Le programme, créé en 1993 à Genève, vise à promouvoir une alimentation saine via une fédération appelée « Fédération Fourchette verte suisse » et constituée en 1995 ou en 1999 selon les sources. Cette fédération coordonne les actions des sections cantonales dont l'objectif est de modifier les habitudes des consommateurs, par l'intermédiaire des restaurateurs. Le premier président de la fédération Fourchette verte est le ministre jurassien Pierre Kohler.
Le programme « Fourchette verte » s'inscrit dans le projet Santé pour tous de l'Organisation mondiale de la santé et dans la Charte d'Ottawa pour la promotion de la santé (1986). Il est soutenu par la fondation Promotion Santé Suisse (cantons et assureurs, mandat légal).
Le programme s'est progressivement étendu dans la Suisse latine, en dernier au Jura bernois en 2007, avec un total de plus de 1 000 adresses en 2011. L'implantation en Suisse alémanique débute en 2011 avec de nouveaux adhérents dans les cantons de Soleure et de Berne.
Le budget annuel oscille entre 350 000 et 400 000 francs. Le principal bailleur de fonds est Promotion Santé Suisse, assisté par les cantons affiliés et des fonds privés.

## Conditions d'obtention du label
Les restaurants publics ou privés peuvent demander ce label, qui existe en plusieurs variantes selon les publics (adultes, jeunes ou tout-petits). Le label est diffusé dans les cantons romands et au Tessin.
Le label est basé sur trois critères touchant la composition des plats proposés, le prix des boissons non alcoolisées et l'environnement sans fumée. Les plats doivent être « variés, sains et équilibrés », en particulier avec une quantité limitée de matières grasses. Un minimum de trois boissons sans alcool doit être proposé, à un prix moindre que la boisson alcoolisée la moins chère. L'hygiène doit être « irréprochable », un minimum de 25 % des places doit être non-fumeur et l'entreprise doit trier ses déchets.
Chaque établissement labellisé est testé tous les deux ans par la Fédération romande des consommateurs pour vérifier qu'il réponde toujours aux critères.

## Coût
Le secrétaire général de Fourchette verte Suisse, Stéphane Montangero, affirme que « certains établissements ont été surpris de constater qu'avec le label, ils font des économies ». Il explique qu'« un adulte n'a pas besoin d'un steak de 250 à 300 grammes : 100 à 120 grammes de viande dans l'assiette, c'est suffisant ! », ce qui implique une économie importante.

## Identité visuelle

Ancien logo.
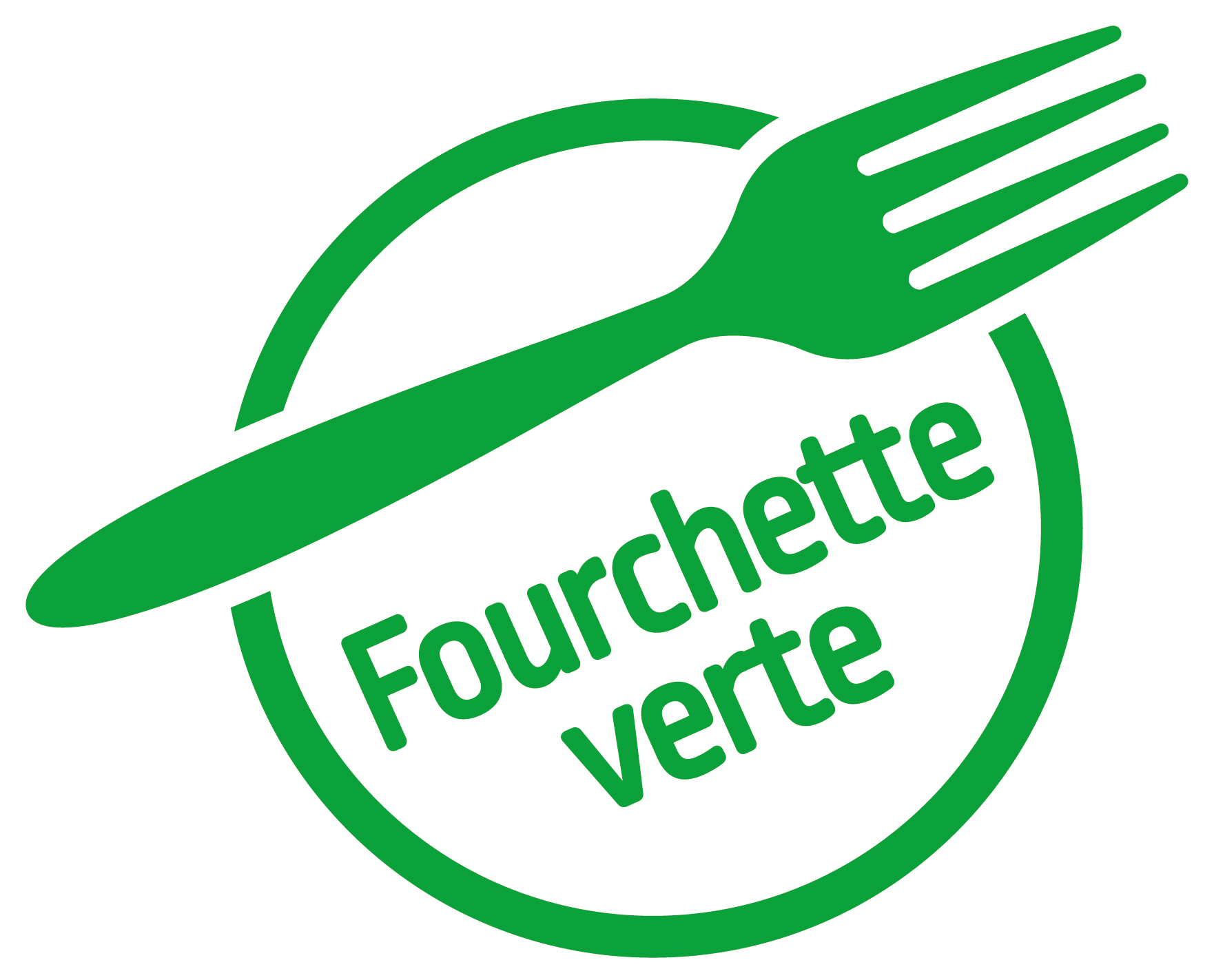
Logo actuel.